# Campeonato Europeo de Vóley Playa de 2018
El XXVI Campeonato Europeo de Vóley Playa se celebró en cuatro ciudades de los Países Bajos entre el 15 y el 22 de julio de 2018 bajo la organización de la Confederación Europea de Voleibol (CEV) y la Federación Neerlandesa de Voleibol.

## Sedes
Las competiciones se realizaron en las siguientes sedes (los cuatro son estadios levantados temporalmente para el evento). Las cuatro sedes albergaron encuentros de fase de grupos, ronda de 24, ronda de 16 y cuartos de final; las semifinales, el partido por el tercer lugar y la final fueron disputados en La Haya.
- La Haya – Plaza enfrente del Sportcampus Zuiderpark
- Róterdam – Estadio enfrente del SS Rotterdam
- Apeldoorn – Plaza del Mercado
- Utrecht – Plaza Neude

## Calendario
| FP | Fase preliminar | 1/16 | Dieciseisavos de final | 1/8 | Octavos de final | 1/4 | Cuartos de final | 1/2 | Semifinales | F | Finales |

| Julio de 2017    | 15 Dom | 16 Lun | 17 Mar | 18 Mié | 19 Jue     | 20 Vie     | 21 Sáb    | 22 Dom  |
| ---------------- | ------ | ------ | ------ | ------ | ---------- | ---------- | --------- | ------- |
| Torneo masculino | FP     | FP     | FP     | FP     | FP         | 1/16 y 1/8 | 1/8 y 1/4 | 1/2 y F |
| Torneo femenino  | –      | –      | FP     | FP     | 1/16 y 1/8 | 1/4        | 1/2 y F   | –       |

## Medallistas
| Evento                  | Oro                                              | Plata                                      | Bronce                                                 |
| ----------------------- | ------------------------------------------------ | ------------------------------------------ | ------------------------------------------------------ |
| Masculino (22 de julio) | Anders Mol · Christian Sørum · Noruega           | Jānis Šmēdiņš Aleksandrs Samoilovs Letonia | Pablo Herrera · Adrián Gavira · España                 |
| Femenino (21 de julio)  | Sanne Keizer · Madelein Meppelink · Países Bajos | Nina Betschart · Tanja Hüberli · Suiza     | Barbora Hermannová · Markéta Sluková · República Checa |

## Medallero
| Núm. | País            | Oro | Plata | Bronce | Total |
| ---- | --------------- | --- | ----- | ------ | ----- |
| 1    | Noruega         | 1   | 0     | 0      | 1     |
| 1    | Países Bajos    | 1   | 0     | 0      | 1     |
| 3    | Letonia         | 0   | 1     | 0      | 1     |
| 3    | Suiza           | 0   | 1     | 0      | 1     |
| 5    | España          | 0   | 0     | 1      | 1     |
| 5    | República Checa | 0   | 0     | 1      | 1     |
|      | TOTAL           | 2   | 2     | 2      | 6     |